# Космос-2259
Космос-2259 је један од преко 2400 совјетских вјештачких сателита лансираних у оквиру програма Космос.
Космос-2259 је лансиран са космодрома Плесецк, Русија, 14. јула 1993. Ракета-носач Сојуз је поставила сателит у орбиту око планете Земље. Маса сателита при лансирању је износила 6600 килограма. Космос-2259 је био осматрачки сателит.